# Maayke Tjin A-Lim
Maayke Tjin A-Lim (Hoorn, 10 januari 1998) is een Nederlandse atlete. Ze is gespecialiseerd in het hordelopen, waarop zij twee nationale titels veroverde. Zij nam eenmaal deel aan de Olympische Spelen.

## Loopbaan
De Hoornse atlete komt uit voor atletiekvereniging AV Zaanland, gevestigd in Zaandam. In februari 2022 werd ze derde op de Nederlandse indoorkampioenschappen over 60 m horden en kwalificeerde ze zich voor de wereldindoorkampioenschappen van 2022 in Belgrado, waar ze de halve finale bereikte. Twee jaar later veroverde zij op de 60 m horden haar eerste nationale indoortitel.

## Nederlandse kampioenschappen
Outdoor
| Onderdeel    | Jaar       |
| ------------ | ---------- |
| 100 m horden | 2024, 2025 |

Indoor
| Onderdeel   | Jaar |
| ----------- | ---- |
| 60 m horden | 2024 |

## Persoonlijke records
Outdoor
| Onderdeel    | Prestatie          | Datum            | Plaats            |
| ------------ | ------------------ | ---------------- | ----------------- |
| 100 m        | 11,86 s (-1,9 m/s) | 9 september 2023 | Rotterdam         |
| 200 m        | 24,14 s (+1,5 m/s) | 1 mei 2022       | Eindhoven         |
| 100 m horden | 12,66 s (+1,0 m/s) | 2 juli 2023      | La Chaux-de-Fonds |

Indoor
| Onderdeel   | Prestatie | Datum            | Plaats    |
| ----------- | --------- | ---------------- | --------- |
| 60 m        | 7,36 s    | 25 januari 2025  | Apeldoorn |
| 60 m horden | 7,98 s    | 18 februari 2024 | Apeldoorn |

## Palmares

### 60 m horden
- 2022:  NK indoor - 8,16 s
- 2022: 6e in ½ fin. WK indoor - 8,13 s (in serie 8,11 s)
- 2023: 8e EK indoor - 8,09 s
- 2024:  NK indoor - 7,98 s
- 2024: DNS in ½ fin. WK indoor (in serie 8,10 s)
- 2025:  NK indoor - 8,09 s

### 100 m horden
- 2021: 5e Ter Specke Bokaal - 13,96 s (+0,0 m/s)
- 2021:  NK - 13,60 s (+0,0 m/s)
- 2022:  Ter Specke Bokaal te Lisse - 12,91 s (+2,3 m/s)
- 2023:  Ter Specke Bokaal - 13,15 s (+0,8 m/s)
- 2023: 7e FBK Games - 13,16 s (+0,2 m/s)
- 2023:  Gouden Spike - 13,00 s (-0,8 m/s)
- 2023:  NK – 12,96 s (+0,6 m/s)
- 2023: 7e in ½ fin. WK - 13,05 s (+0,5 m/s)(in serie 12,92 s)
- 2024:  Gouden Spike - 13,12 s (+0,9 m/s)
- 2024: 5e in ½ fin. EK - 13,08 s
- 2024:  NK - 12,97 s (+2,0 m/s)
- 2024: 7e in ½ fin. OS - 13,03 s (-0,7 m/s) (in herk. serie 12,87 s)
- 2025: 4e FBK Games - 12,90 s (+1,0 m/s)
- 2025:  NK - 12,68 s (+1,7 m/s)